# Pseudagrion basicornu
Pseudagrion basicornu là một loài chuồn chuồn kim trong họ Coenagrionidae.
Pseudagrion basicornu được miêu tả khoa học năm 1936 bởi Schmidt.